# توفیق بو حیمد
توفیق بو حیمد (عربی: توفيق بو حيمد؛ زادهٔ ۲۹ اکتبر ۱۹۸۷) یک ورزشکار اهل عربستان سعودی است.
از باشگاه‌هایی که در آن بازی کرده‌است می‌توان به باشگاه فوتبال الاتفاق عربستان سعودی، باشگاه فوتبال هجر عربستان سعودی، و باشگاه فوتبال الفتح عربستان سعودی اشاره کرد.